# Steinmetz-Mehl
Steinmetz-Mehl ist ein Spezialmehl, das nach dem patentierten Steinmetz-Verfahren hergestellt wird. Letzteres wurde von dem deutschen Mühleningenieur Stefan Steinmetz im Jahre 1892 erfunden.
Im Gegensatz zu konventionellen Mehlen zeichnen sich Steinmetz-Mehle durch einen reduzierten Schadstoffanteil aus, der deutlich unter den gesetzlich vorgeschriebenen Normen liegt. Durch die Entfernung eines großen Teils der äußeren Fruchtschale wird der Ballaststoffanteil des Kornes allerdings um 25–30 % verringert. Die Samenschale samt Mineralstoffen und Vitaminen bleibt bei dem Verfahren jedoch erhalten. Auch sensorisch ist das Steinmetz-Mehl besser gestellt, da der Bitterstoff Cerealin fehlt, der bei konventionellem Vollkornmehl auch noch im fertigen Gebäck nachzuweisen ist. Steinmetz-Mehle sind als Roggen-, Weizen- und Dinkelmehle erhältlich und umfassen sämtliche Mahlerzeugnisse vom Vollkornmehl über Vollkornschrote, klassischen Brotmehlen und hellen Brötchen-/Kuchenmehlen. Bäckereien in Deutschland, Österreich, der Schweiz und Japan backen mit Steinmetz-Mehlen. Das aus Steinmetzmehl hergestellte Brot heißt Steinmetzbrot.